# François Beaugendre
Jacques François Beaugendre (Salbris, 25 luglio 1880 – Parigi, 6 gennaio 1936) è stato un ciclista su strada francese.
Professionista dal 1903 al 1911 prese parte alla prima storica edizione del Tour de France nel 1903 concludendo al nono posto della generale, mentre vinse una tappa al Tour de France 1904.
Anche i suoi fratelli Omer, Alexandre, Charles, Joseph e Théodore furono ciclisti, ma solo Omer Beaugendre ottenne risultati significativi fra cui la vittoria della Parigi-Tours del 1908 corsa in cui François arrivò ottavo

## Palmarès
- 1904 (Cycles JC, una vittoria)

4ª tappa Tour de France (Tolosa > Bordeaux)

## Piazzamenti

### Grandi Giri
- Tour de France

1903: 9º
1904: ritirato (5ª tappa)
1906: ritirato (8ª tappa)
1907: 5º
1908: 13º